# Malmö Kristna Råd
Malmö Kristna Råd är ett samarbetsorgan för alla olika kyrkor i Malmö.
Består av 32 medlemskyrkor i Malmö.

## Organisation
I Malmö Kristna Råd finns hela kristenheten, som finns i Sverige, representerad. Medlemmar är kyrkor från frikyrkan, den evangelisk-lutherska kyrkan, den ortodoxa/österländska kyrkan och från den katolska kyrkan. Även i styrelsen finns representanter från de olika kyrkofamiljerna.

## Evenemang
Årligen samarbetar kyrkor och samfund kring gemensamma gudstjänster och Bibeläventyret. I januari varje år genomförs den ekumeniska böneveckan. Vid påsk arrangeras långfredagsvandring och påskdagsgudstjänst.